# НПЦАП
Акционерное общество «Научно-производственный центр автоматики и приборостроения имени академика Н. А. Пилюгина» (АО «НПЦАП») — одно из ведущих в ракетно-космической отрасли Российской Федерации предприятий по разработке и производству систем управления для ракет-носителей, разгонных блоков и космических аппаратов. Расположено в ЮЗАО города Москвы. Находится в ведомственном подчинении Госкорпорации «Роскосмос».
АО «НПЦАП» является членом Международной ассоциации участников космической деятельности.
Центр располагает тремя филиалами: «Завод «Звезда» (Осташков, Тверская область), ПО «Корпус» (Саратов), «Сосенский приборостроительный завод» (Сосенский, Калужская область).
Из-за вторжения России на Украину предприятие находится под санкциями всех стран Евросоюза, США, Канады и других стран.

## История

### НИИ-885
13 мая 1946 года постановлением Совета министров СССР № 1017/419 были образованы предприятия для создания ракетно-космической отрасли. В их числе был НИИ-885 МПСС СССР, созданный на базе завода по выпуску аппаратуры связи вблизи нынешней станции метро «Авиамоторная». Его основной задачей стала разработка систем управления для баллистических ракет. В феврале 1947 года на должность главного конструктора и начальника отдела автономных систем управления ракет назначен Николай Алексеевич Пилюгин.
Директором НИИ и главным конструктором радиотехнических систем управления на то время был Михаил Сергеевич Рязанский.
И Рязанский, и Пилюгин входили в состав совета главных конструкторов — «великолепной шестёрки», принимавшей решения в ракетной отрасли СССР.
В 1949 году для ракеты Р-1 в институте были созданы первая отечественная автономная инерциальная система управления, отечественные системы боковой радиокоррекции, БРК-1 и радиотелеметрическая система СТК-1.
Невозможность в те годы обеспечить необходимую точность попадания в цель баллистических ракет большой дальности с использованием автономной инерциальной системы заставила обратиться к средствам радиотехнического управления, которые обещали значительно более высокую точность.
В 1952 году Н. А. Пилюгин назначен главным инженером и заместителем директора по научной работе, по его решению в системе управления на дальность 1200 км впервые было применено резервирование элементов систем управления, и в случае отказа того или иного элемента или узла ракета не теряла управления. В последующие годы под его руководством была разработана разностно-дальномерная система радиоуправления для многоступенчатой межконтинентальной баллистической ракеты Р-7. Первый удачный запуск ракеты осуществлён 21 августа 1957 года. После этого коллектив, руководимый Пилюгиным, переключился на подготовку к запуску первого искусственного спутника Земли, запущенного 4 октября 1957 года, на котором был установлен передатчик, разработанный НИИ-885, а также последующих спутников и автоматических межпланетных станций к Луне, Венере и Марсу.
Наиболее тщательно была проработана важнейшая задача НИИ — полёт человека в космос. В соответствии с положением для разработки и подготовки космического корабля «Восток», утверждённым С. П. Королёвым, по указанию Н. А. Пилюгина на предприятии были разработаны особые требования к аппаратуре и введён тройной контроль (ОТК, автором-разработчиком и представителем заказчика) всех приборов, входивших в систему управления.

### НИИАП
В 1963 году принято правительственное решение, по которому на базе НИИ-885, СКБ-567 и НИИ-944 были созданы два крупных института: НИИП и НИИАП (на юго-западе Москвы), главными конструкторами и директорами которых были назначены соответственно М. С. Рязанский и Н. А. Пилюгин. Официальной датой основания НИИАП стало 30 марта 1963 года.
Под руководством Н. А. Пилюгина (1963—1982) в НИИ автоматики и приборостроения создаются инерциальные системы управления для боевых ракетных комплексов, ракет-носителей и космических аппаратов.
Тщательный подход к своему делу, чёткая постановка задачи, целеустремлённая реализация идей позволили коллективу Н. А. Пилюгина внести существенный вклад в космическую программу СССР. Были разработаны автономные системы управления баллистическими ракетами с помощью бортовой цифровой вычислительной машины (БЦВМ) на базе полупроводниковых приборов с необходимым быстродействием и памятью, малой массы и малого энергопотребления. Построение систем управления с использованием БЦВМ потребовало решения ряда научно-технических проблем, как в области теории управления, так и в области конструкторско-технологических разработок.
В НИИАПе, на основе БЦВМ, была создана система управления ракеты-носителя Н1.
Выдающимся достижением НИИАП, стала система управления для орбитального корабля «Буран» в рамках программы многоразовой космической системы «Энергия-Буран». В 1980—1990-е годы были созданы СУ для ракетных комплексов «Зенит-2», «Зенит-3», «Морской старт», «Протон-М», разгонных блоков «Фрегат», «ДМ», ракетного комплекса «Тополь-М». Один из последних проектов — ракетный комплекс «Наземный старт».
Владимир Лаврентьевич Лапыгин с 1984 года — генеральный конструктор и генеральный директор НИИ АП. В 1960—1980-х годах, продолжая работу над боевыми ракетными комплексами, руководил работой коллектива над созданием систем управления ряда уникальных космических аппаратов, в том числе ракет-носителей «Протон» и «Зенит», межпланетных станций «Вега» для экспедиции к Венере и комете Галлея (1984), спутников «Фобос» (1988), орбитального космического корабля «Буран» (1988).

### Современная история

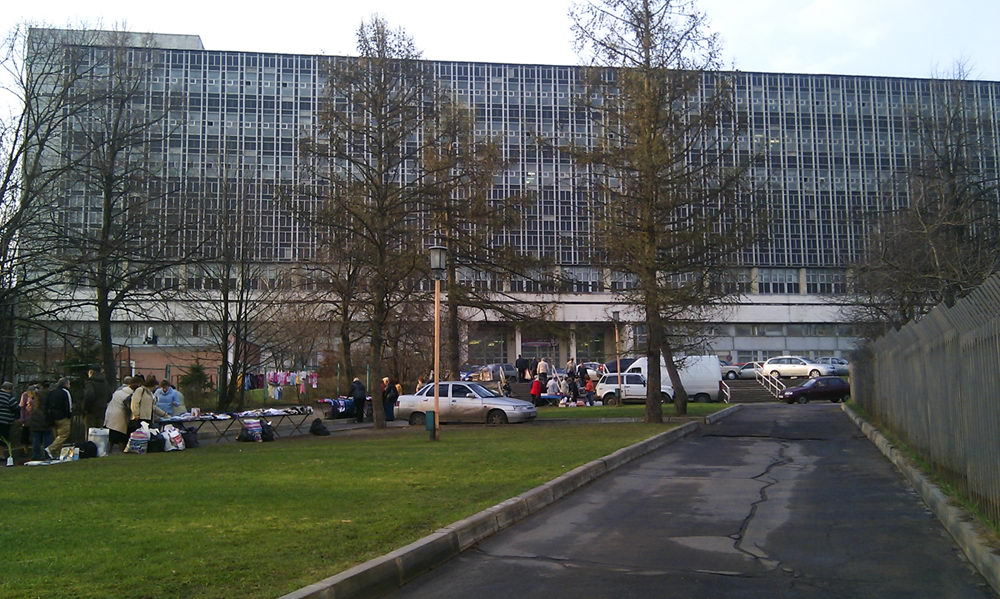
Корпус стендов НПЦАП им. Пилюгина в 2011 году

В 1992 году на базе НИИАП создано Научно-производственное объединение автоматики и приборостроения. В 1997 году в память о крупном учёном и талантливом руководителе Н. А. Пилюгине предприятие, которое он основал и которым руководил, преобразовано в Научно-производственный центр его имени. С 2001 года предприятие носит название ФГУП «Научно-производственный центр автоматики и приборостроения имени академика Н. А. Пилюгина» (ФГУП «НПЦАП»).
В 2003 году коллектив центра получил благодарность президента Российской Федерации В. В. Путина за «большой вклад в разработку систем управления ракетно-космических комплексов».
Среди сотрудников центра: 10 Героев Социалистического Труда, 60 лауреатов Ленинской и Государственной премий, 14 академиков российской и международных академий, 15 профессоров, 24 доктора технических наук, более 700 орденоносцев.
В июне 2004 года на космодроме Байконур был установлен памятник Н. А. Пилюгину, а в 2006 году открыта экспозиция НПЦАП в Музее Байконура.
18 ноября 2021 года завершилось преобразование из унитарного предприятия (ФГУП) в акционерное общество (АО) с сохранением прежнего названия предприятия.
С 15 марта 2022 года генеральным директором АО «НПЦАП» назначен Игорь Евгеньевич Мальцев, ранее занимавший должность директора завода Ракетно-космической корпорации «Энергия» имени С. П. Королёва .

## Филиалы
АО «НПЦАП» располагает тремя филиалами:
1. «Завод «Звезда» (Осташков (ЗАТО Солнечный), Тверская область). Образовано в 1946 году, работает над изготовлением особо точных поплавковых гироскопических приборов и акселерометров для СУ.
2. «Производственное объединение Корпус» (Саратов). Образовано в 1934 году в Москве, после начала Великой Отечественной войны был эвакуирован в Саратов, где и находится с тех пор. Кроме производства приборов, выпускает сложную медицинскую технику.
3. «Сосенский приборостроительный завод» (Сосенский, Калужская область). Образовано в 1975 году. Помимо основной продукции, занимается выпуском приборов для медицинской и автомобильной промышленности.